# Ailuronyx seychellensis
Espèce
Synonymes
- Platydactylus seychellensis Duméril & Bibron, 1836

Statut de conservation UICN

 LC  : Préoccupation mineure
Ailuronyx seychellensis est une espèce de geckos de la famille des Gekkonidae.

## Répartition
Cette espèce est endémique des Seychelles. Elle se rencontre à Mahé, à Silhouette, à Praslin, à Aride, à La Digue, à Frégate, à Cousin et à Cousine.

## Description
C'est un gecko nocturne et arboricole, il a un aspect trapu. Les membres sont courts et forts, et le corps est épais. La couleur de base est le brun-jaune, parsemé de taches plus sombres sur le dos et la tête. La peau a un aspect rugueux, et fait de nombreux plis.
Trois formes distinctes de cette espèce sont connues : 
- la naine d'une taille d'environ 15 cm ;
- la normale d'une taille d'environ 21 cm ;
- la géante d'une taille d'environ 26 cm.

## Étymologie
Son nom d'espèce, composé de seychell[es] et du suffixe latin -ensis, « qui vit dans, qui habite », lui a été donné en référence au lieu de sa découverte.

## Publication originale
- Duméril & Bibron, 1836 : Erpetologie Générale ou Histoire Naturelle Complete des Reptiles. Librairie Encyclopédique Roret, Paris, vol. 3, p. 1-517 (texte intégral).